# Tributum
Tributum – w starożytnym Rzymie podatek od majątku. 
W 215 p.n.e. został podwojony, ponieważ potrzebne były pieniądze na wojnę z Kartaginą.
W 167 p.n.e. został zniesiony, ponieważ państwo zdobyło znaczne łupy po wygraniu wojny z Macedonią.
Pierwotnie, w okresie wczesnej Republiki oraz prawdopodobnie w okresie królewskim tributum związany był z prowadzeniem wojny i miał bardzo nietypowy charakter; zależnie od powodzenia w walce był albo podatkiem, albo przymusową pożyczką. Do dostarczenia sumy pieniędzy potrzebnych do  sfinansowania kosztów wojny zobowiązane były   poszczególne tribus (stąd nazwa podatku) - "rody" (o charakterze plemiennym) rzymskie, przy czym przypadająca na nie część środków finansowych określana była proporcjonalnie do ich zamożności i znaczenia. Następnie naczelnicy rodów obciążenia przypadające na ród dzielili na wchodzące w jego skład kurie (łac. curia), naczelnicy kurii - na poszczególne rody właściwe, wreszcie ich naczelnicy - na poszczególnych obywateli. Cała ta procedura uwzględniała zamożność i znaczenie poszczególnych jednostek.
W przypadku zwycięstwa na pokonanych, obok innych ciężarów finansowych, nakładano kontrybucję (łac. contributio), która przeznaczana była w całości na zwrot tributum. W razie klęski wojennej Rzymianie nie odzyskiwali pieniędzy. System taki, w połączeniu z obowiązkiem służby wojskowej powodował duże zaangażowanie Rzymian w powodzenie na wojnie, gdyż obok patriotycznych i osobistych przesłanek  skłaniających ludzi do walki (łupy w razie zwycięstwa), uwzględniał także względy finansowe; zwycięstwo bowiem pozwalało odzyskać wyłożone pieniądze, zaś klęska oznaczała ich przepadek.